# Autostrada A450 (Franța)
Autostrada A450 leagă Pierre-Bénite de Brignais. Ar fi trebuit să constituie începutul câtorva kilometri ai autostrăzii A45, un proiect abandonat în 2018.

## Istoric
Declarații de utilitate publică:
- 15.10.1962: Secțiunea Pierre-Bénite - Brignais-Ouest (A7 - D386)[1], (declarație prelungită la 17.01.1968[2] și 19.11.1969[3]), (primul sens de circulație și intersecții la nivel)
- 01.04.1992: Secțiunea Pierre-Bénite - Brignais-Ouest (A7 - D386), (al doilea sens de circulație și eliminarea intersecțiilor la nivel).

Puneri în funcțiune:
- 26.07.1966: Secțiunea Pierre-Bénite - Pont de la Mouche (A7 - ieșirea 5), (primul sens de circulație).
- 1980: Secțiunea Pierre-Bénite - Pont de la Mouche (A7 - ieșirea 5), (al doilea sens de circulație).
- 1981: Secțiunea Pont de la Mouche - Brignais-Ouest (ieșirea 5 - D386), (primul sens de circulație).
- 1981: Nodul rutier Brignais (ieșirea 7, rampă de acces dinspre Lyon).
- 1986: Nodul rutier Brignais (ieșirea 7, trei sferturi din nodul complet).
- 1995: Nodul de legătură cu A7 (reamenajare pe partea estică).
- 03.1997: Secțiunea Pierre-Bénite - Pont de la Mouche (A7 - ieșirea 5), (eliminarea intersecțiilor la nivel).
- 03.1997: Nodul rutier Irigny (ieșirea 5).
- 03.1998: Secțiunea Pont de la Mouche - Brignais-Ouest (ieșirea 5 - D386), (eliminarea intersecțiilor la nivel).
- 19.12.2003: Secțiunea Pont de la Mouche - Basses-Barolles (ieșirile 5 la 6), (al doilea sens de circulație).
- 12.2005: Secțiunea Basses-Barolles - Brignais-Est (ieșirile 6 la 7), (al doilea sens de circulație).

## Traseu
| De la A7 până la capătul provizoriu al autostrăzii; secțiune gratuită neconcesionată, gestionată de DIR Centre-Est. |                                                                                                 |       |
| A7 E15 |                                                                                                 |       |
| Intersecție | Nod rutier între A7 și A450: Lyon, Vienne, Brignais, Pierre-Bénite-centru, Hôpitaux Sud (Lyon). | A7    |
| A450 |                                                                                                 |       |
| | Limitare la 90 km/h (în ambele sensuri).                                                        |       |
| 5 - Irigny | Orașe deservite: Irigny, Pierre-Bénite-centru, Hôpitaux Sud (Lyon), Z.I. la Mouche.             |       |
| 6a - Charly | Orașe deservite: Charly, Saint-Genis-Laval (nod rutier parțial).                                |       |
| 6/6b - Saint-Genis-Laval                                                                                            | Orașe deservite: Vourles, Saint-Genis-Laval.                                                    |       |
| | Trecerea din departamentul Métropole de Lyon în departamentul Rhône.                            |       |
| 7 - Brignais | Orașe deservite: Chaponost, Brignais-centru.                                                    | RD342 |
| A450 |                                                                                                 |       |
| RD386 |                                                                                                 |       |